# Stadtpfarrkirche St. Nikolaus (Bad Ischl)

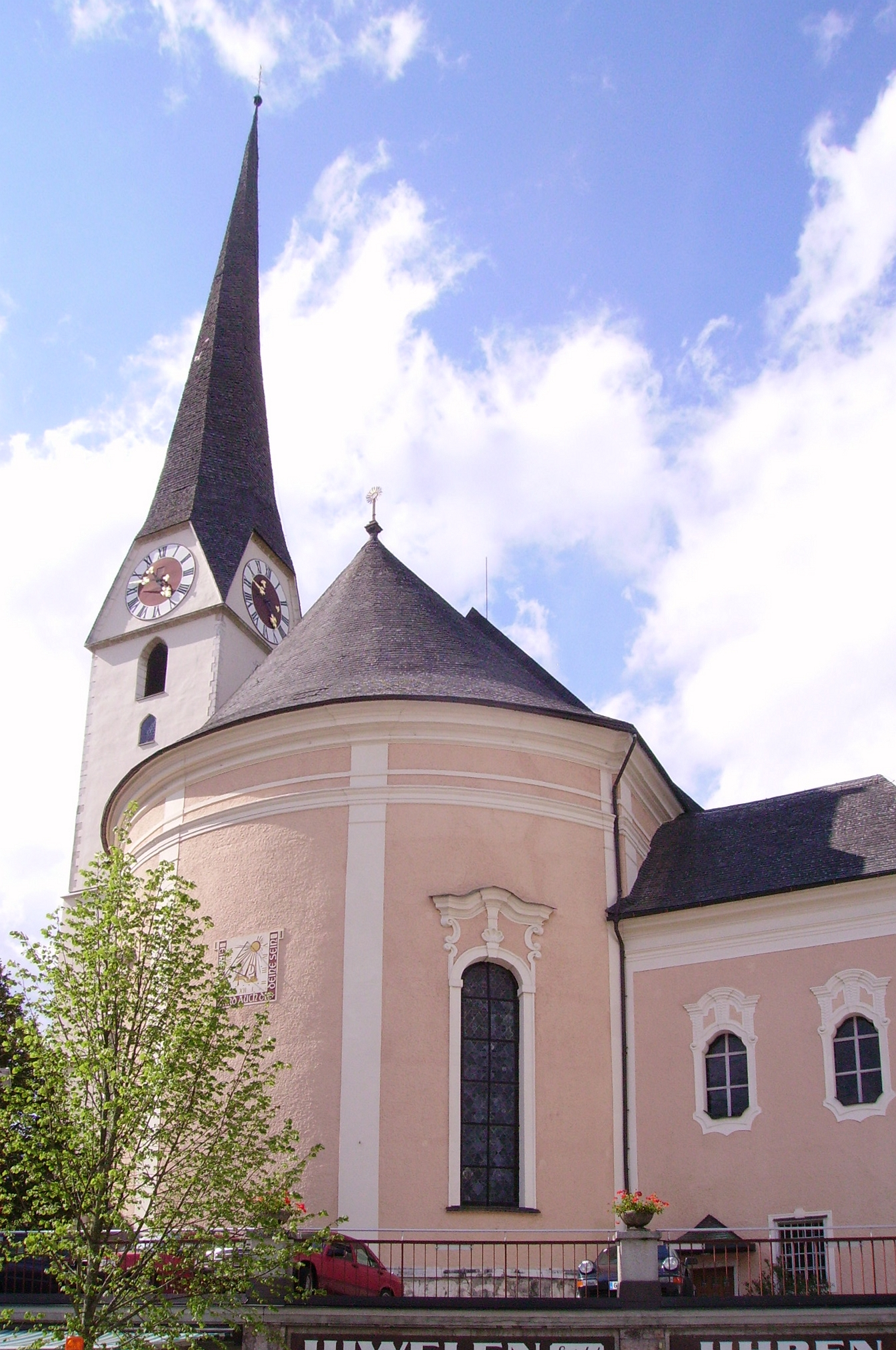
Chor

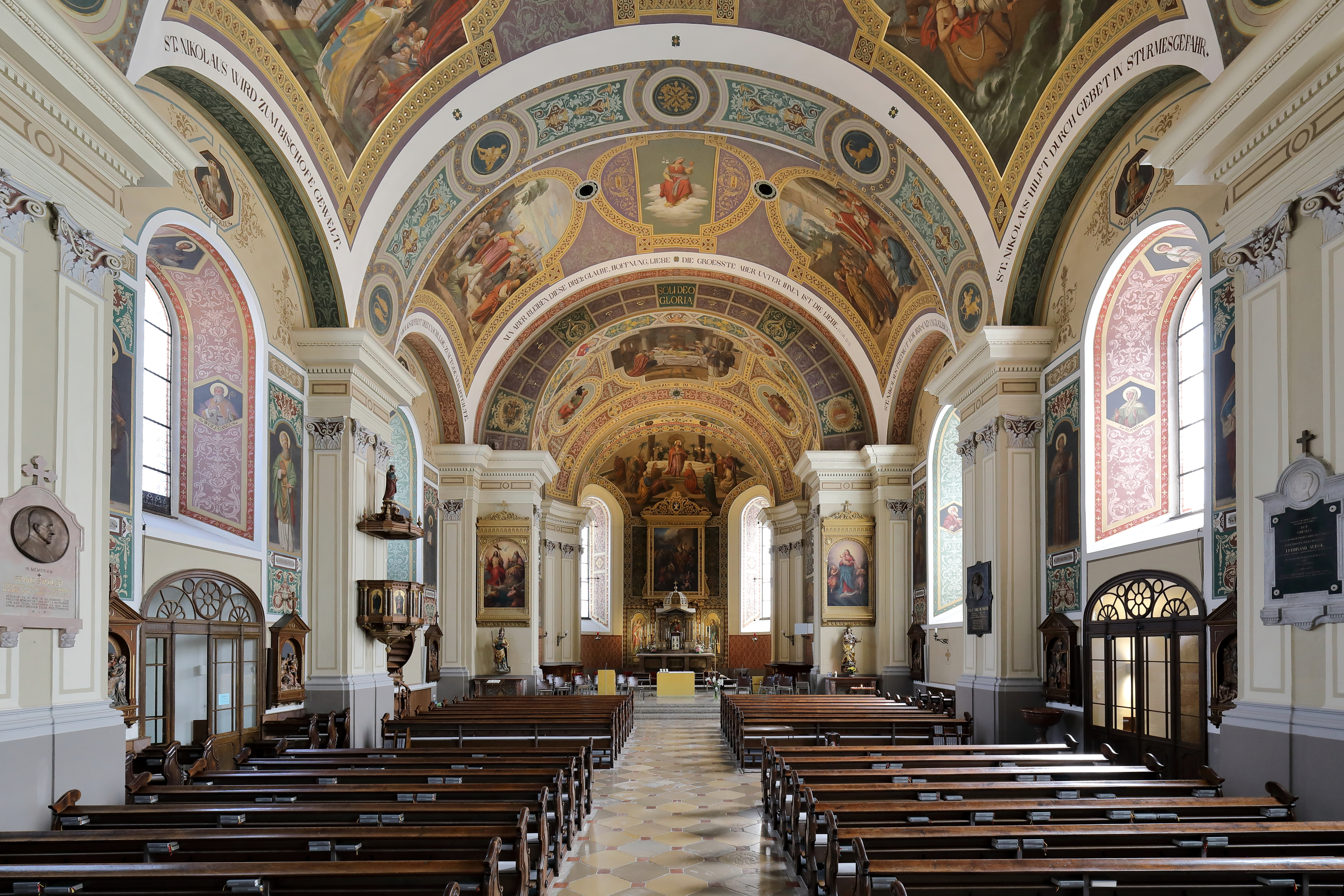
Langhaus mit Hochaltar

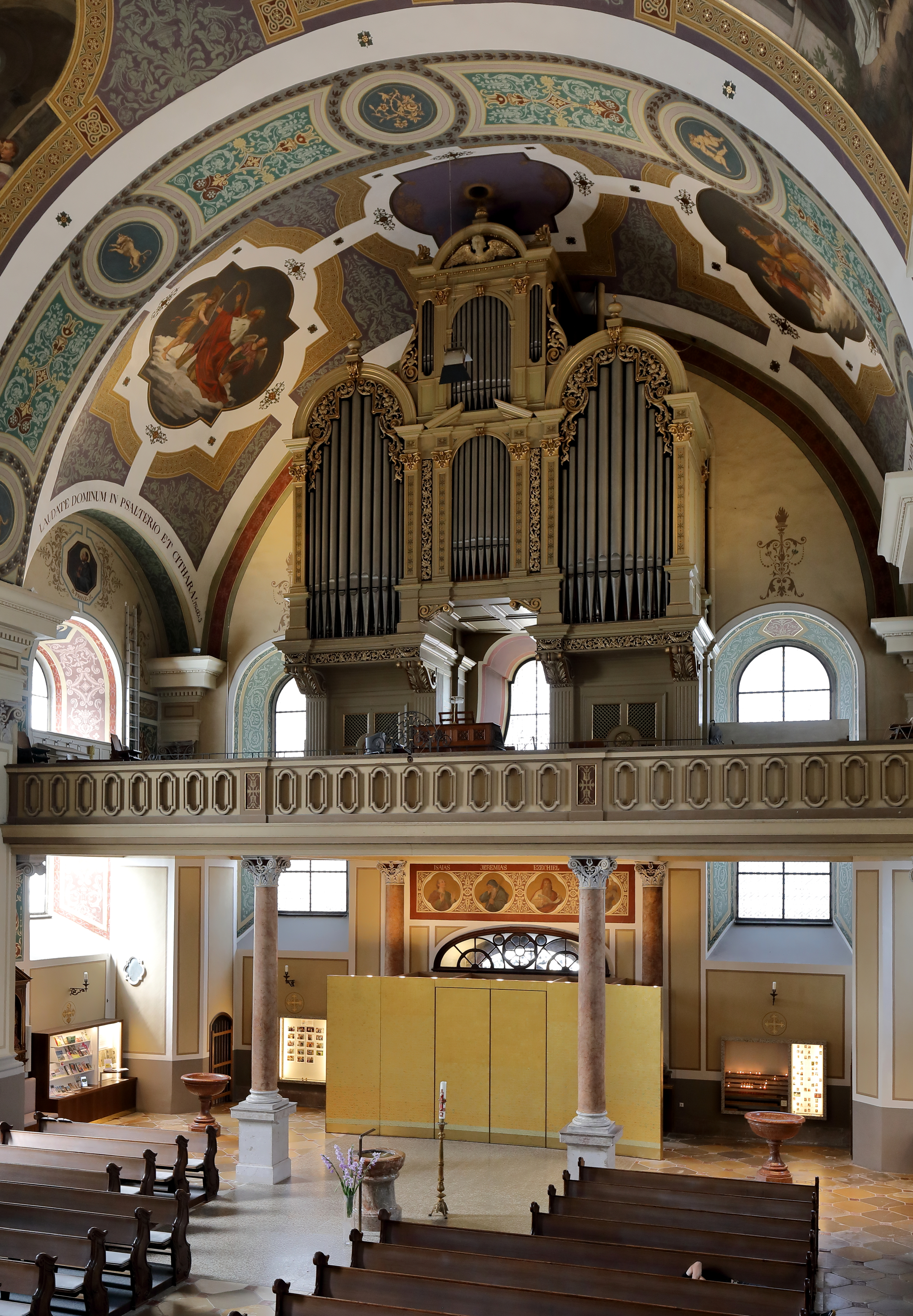
Musikempore und Westportal

Die Stadtpfarrkirche St. Nikolaus ist die römisch-katholische Stadtpfarrkirche der Diözese Linz in der Stadt Bad Ischl. Die Pfarrgemeinde gehört zum Dekanat Bad Ischl.

## Geschichte
Die älteste urkundliche Erwähnung einer Kirch zu Ischl findet sich 1320. Sie wurde durch den Bischof der Diözese Passau wieder geweiht, sie muss also bereits vorher bestanden haben. Gemäß einer Urkunde von 1344 mussten alle mit Salz beladenen Schiffe, welche den Ort Lauffen bei Ischl passierten, an die Chürchen ze Sand Niclas ze Ischl eine Abgabe entrichten. Der Fluss Traun war zu dieser Zeit eine wichtige Wasserstraße für die Binnenschifffahrt. Die ehemalige Kirche erstreckte sich vom (heute noch existierenden) Turm nach Osten (zur heutigen Sakristei). Auf dem Platz der aktuellen Kirche war der Friedhof angeordnet.
Bad Ischl war ursprünglich ein Teil der Pfarre Bad Goisern und St. Nikolaus daher eine Filialkirche. Als sich die Reformation auch im Salzkammergut ausbreitete und Goisern evangelisch wurde, kam es mit der Pfarrerhebung am 26. Mai 1554 durch Bischof Wolfgang von Passau zur Schaffung der selbständigen Pfarrgemeinde Ischl. Das Recht, dem Bischof einen Priester als Pfarrer vorzuschlagen, besaß die Äbtissin vom Kloster Traunkirchen. Als das Frauenkloster 1573 aufgelöst wurde, übergab der Bischof dieses Präsentationsrecht dem höchsten Beamten im Salzkammergut, dem Salzamtmann von Gmunden. Ab 1577 bis zur Rekatholisierung im Jahr 1600 waren die Pfarrer an der Nikolauskirche evangelisch-lutherisch. Im Zuge der Gegenreformation erhielten von 1622 bis zu ihrer Aufhebung 1773 die Jesuiten das Vorschlagsrecht für die Pfarrbesetzung.
1769/70 wurde die alte Kirche abgerissen, nur der gotische Turm von 1490 blieb bestehen. Zwischen 1771 und 1780 erfolgte die Schaffung des heutigen Sakralbaus. Gegenüber, wo heute eine Bankfiliale steht, befand sich während der Bauzeit eine Notkirche. Den Grundstein legte am 1. Mai 1771 der Abt von Lambach Amandus Schickmayr. Kaiserin Maria Theresia als Herrin des Salzkammerguts dotierte das Bauprojekt mit 30.000 österreichische Gulden. Die Gesamtbaukosten dürften etwas über 40.000 Gulden betragen haben. Die Konsekration des Gotteshauses nahm Bischof Thomas Johann von Thun und Hohenstein am 17. September 1780 vor. 1797 wurde eine neue Turmuhr installiert.
Ab den 1820er Jahren wurde Bad Ischl zum vielbesuchten Kur- und Badeort der Hocharistokratie, dadurch fanden sich Spender und Gönner für neue Altäre und kunstvolle Wandmalereien.
Da der Kaiser von Österreich Franz Joseph I. ab 1854 alle Sommer in seiner Kaiservilla verbrachte und dabei jeden Sonntag die 7-Uhr-Messe besuchte, bekam die Nikolauskirche das Prädikat k.k. Hofpfarrkirche verliehen. Die Pfarrer Franz Weinmayr (Amtszeit 1870–1911) und Franz Stadler (Dienstzeit 1911–1936) erhielten von Rom den Titel Päpstlicher Hausprälat, da der Prälat der „niedrigste“ Kirchenrang war, welcher gemäß dem spanischen Hofzeremoniell zur kaiserlichen Tafel zugelassen war.
Am 31. Juli 1890 heiratete Erzherzog Franz Salvator in der Ischler Pfarrkirche die Erzherzogin Marie Valerie, jüngste Tochter des österreichischen Kaisers Franz Joseph I. Anton Bruckner spielte dabei die Orgel.
Zwischen 1874 und 1879 erfolgte eine große Renovierung und Umgestaltung des Kircheninneren. Der Abschluss der umfangreichen Ausgestaltung wurde zum 50. Geburtstag des Kaisers, am 18. August 1880 feierlich begangen. Die 1887 errichtete Orgel wurde zum 80. Kaisergeburtstag (1910) erweitert. Sie ist auch heute noch einer der größten Orgeln in Österreich und die zweitgrößte Orgel in Oberösterreich.
Nachdem in beiden Weltkriegen die Glocken eingefordert wurden, konnte am Christkönigsfest 1948 das C-Moll-Geläute eingeweiht werden. Die 6 Glocken im Ischler Kirchturm (c, es, f, g, b, c) stammen aus der Glockengießerei St. Florian.
Kirchenpatron der Stadtpfarrkirche Bad Ischl ist der hl. Nikolaus. Er wurde als Helfer für Wanderer und Schiffsleute verehrt. Entlang der alten Salzschifffahrtsroute auf der Traun und auch entlang der Donau gibt es etliche weitere Pfarrkirchen, welche den hl. Nikolaus als Patron erwählten.

## Kirchenbau
Die Größenausmaße der Stadtpfarrkirche Bad Ischl sind: Gesamtlänge 52 Meter, Breite 22 Meter, Kuppelhöhe 20 Meter, Fassungsvermögen für 3.000 Personen, Turmhöhe 72 Meter. Der Außenbereich der Kirche zeigt die einfache Form des Klassizismus. Die an der Außenwand befindliche Statue des Kirchenpatrons trägt die Jahreszahl „1769“. Der riesige schwarze Doppeladler und die lateinische Inschrift über dem Hauptportal (auf Deutsch übersetzt: „Aus Frömmigkeit und Freigiebigkeit der Kaiserin“) geben einen Hinweis auf die maßgebliche Geldgeberin, Kaiserin Maria Theresia.
Die vier Gewölbegürtel, welche auf mächtigen Wandpfeilern ruhen, teilen die Kirche in vier Joche. In das erste Joch beim Haupteingang ist die Empore mit der Orgel eingestellt. Der Altarraum ist von einem Gurtbogen vom Kirchenschiff getrennt und schließt halbkreisförmig. Das große einschiffige und vierjochige Langhaus ist ringtonnengewölbt, der eingezogene einjochige Chor besitzt einen 3/8-Schluss. Der gotische Turm im südlichen Chorwinkel besitzt einen gedrehten achteckigen Spitzhelm.

## Ausstattung

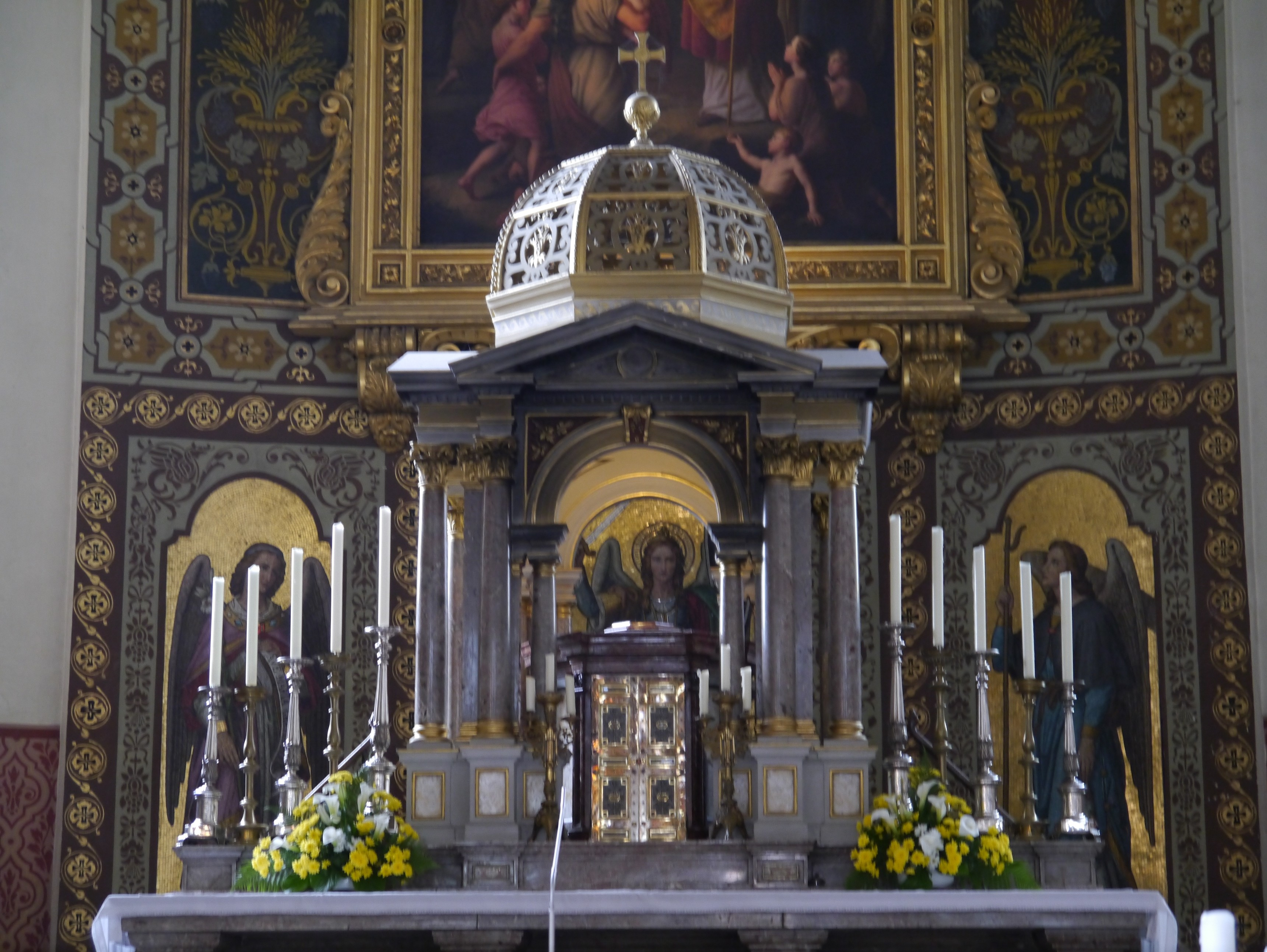
Tempietto-Tabernakel

Die Gewölbefelder, die Gurte, die Fensterleibungen und die seitlichen Wandflächen sind mit Fresken ausgestattet. Von 1874 bis zu seinem Tod 1881 erarbeitete der Kirchenmaler Georg Mader die Fresken. Ein paar Details waren bei seinem Ableben noch nicht fertig, diese vollendeten im Jahr 1882 Albert von Felsenburg und Franz Rubensteiner. Die Ornamente zwischen den Bildern sind von Joseph Thurner. Die Bilder sind charakteristisch für das 19. Jahrhundert und sind der Kunst der Nazarener zuzuordnen.
Die Bilder in der Kirche sind aufeinander abgestimmt und ergeben ein theologisches Programm. Das 1. Joch (über der Musikempore) zeigt Bildnisse der Propheten des Alten Bundes. Das 2. Joch hat als Thema Glaube, das 3. Joch Hoffnung und das 4. Joch Liebe. Neben Motiven der hl. Schrift und aus Heiligengeschichten finden sich auch sechs Szenen aus dem Leben des hl. Nikolaus. Das große Bild der Kommunion war die letzte Arbeit von Georg Mader. Im Altarraum finden sich des Weiteren Bilder der vier Evangelisten und die Darstellung der Sakramente in Lebensbildern. Beim Bild Krankenölung empfängt Erzherzog Franz Carl das Sakrament, dahinter stehen sein Sohn Kaiser Franz Joseph und dessen Frau Elisabeth.
Hinter dem Hochaltar sind drei Glasmosaike, die Erzengel Gabriel, Michael und Raphael. Das Bild über dem Hochaltar ist dem hl. Nikolaus gewidmet. Das Werk wurde 1850 von Erzherzog Ludwig in Auftrag gegeben. Das Bild zum linken Seitenaltar (Dreifaltigkeitsaltar) hat ebenfalls Erzherzog Ludwig 1851 beauftragt, das Bild zum rechten Seitenaltar (Marienaltar) finanzierte Erzherzog Franz Carl 1854. Alle drei Bilder stammen von Leopold Kupelwieser.
Am 16. September 1878 wurde mit der Errichtung des neuen Hochaltars nach einem Entwurf des Architekten Michel begonnen. Der weiße Sandstein ist aus Ungarn, die Mensa aus Marmor von der Ischler Burgruine Wildenstein. Für den kostbaren Tabernakel soll Herzog Philipp la Notiere Ferrari maßgeblich gespendet haben. Die beiden silbernen Tabernakeltüren wurden von einem Ischler Goldschmied geliefert. Die weißen Füllungen am Hochaltar sind aus ägyptischen Marmor und ein Geschenk des jüngsten Kaiserbruders Erzherzog Ludwig Viktor von Österreich. Das Material für die Ischler Kirche und für die Wiener Votivkirche wurden aus dem gleichen großen ägyptischen Block entnommen.
Die Kreuzwegstationen im Kircheninneren schuf der aus Meran stammende Bildhauer Sebastian Steiner im Jahr 1895. An drei verdiente Pfarrherren erinnern Gedenktafeln.

## Orgel

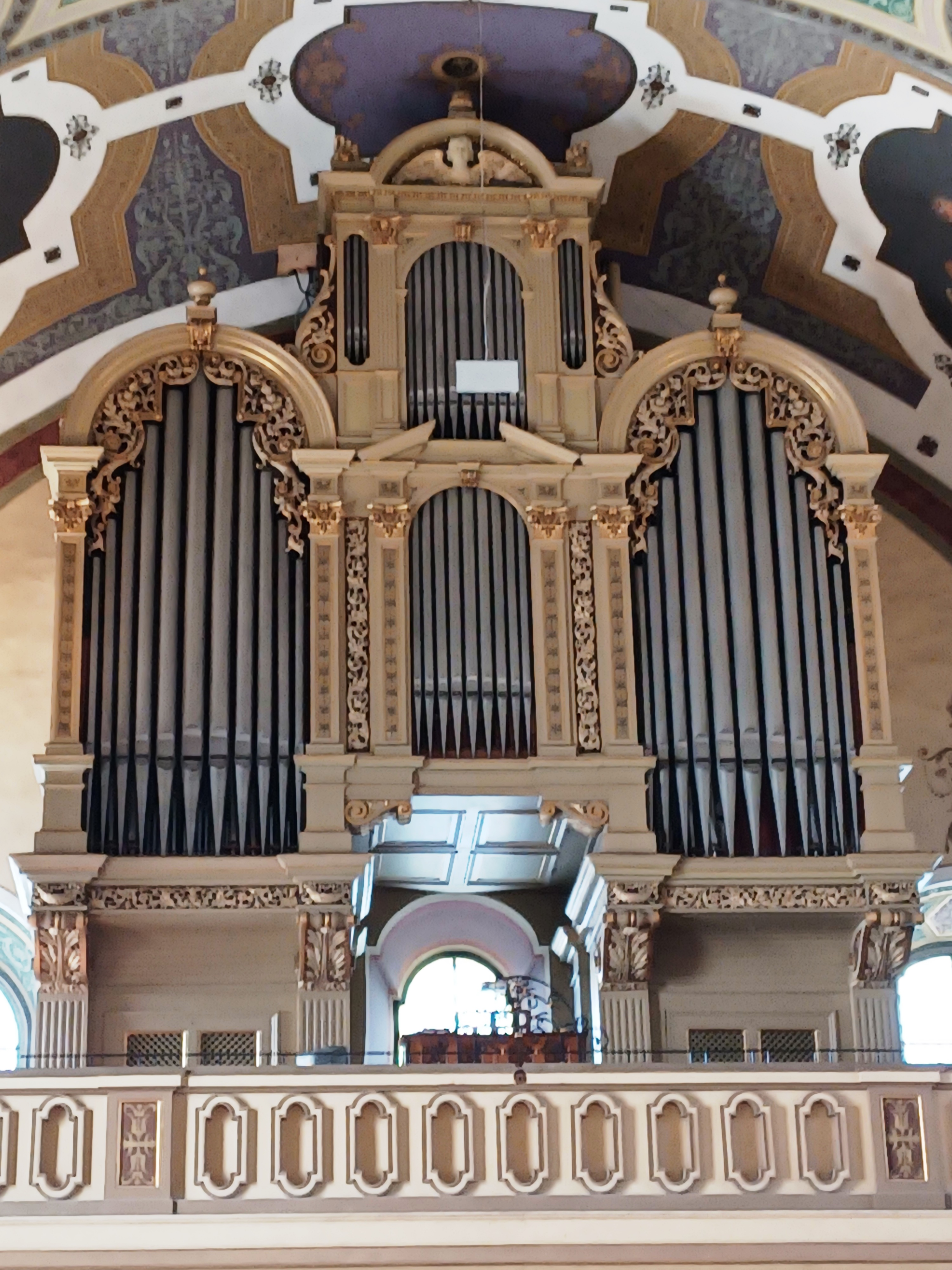
Hans-Mauracher-Orgel (1887), mit 1910 erweitertem Prospekt

Den ältesten Hinweis auf eine Orgel liefert eine Rechnung über 300 fl. aus dem Jahre 1701, die für eine Reparatur der Orgel gestellt wurde. 1722 schuf Johann Christoph Egedacher ein neues Instrument für 734 fl. 47 xr., das später in die 1780 neu errichtete Kirche übernommen wurde. Der Steyrer Orgelbauer Simon Anton Hötzel nahm 1825 eine vollständige „[…] Umarbeitung und Verbesserung der Orgel im löblichen Gotteshause zu Ischl“ vor, sie hatte dann 17 Register auf zwei Manualen und Pedal.

### Hans-Mauracher-Orgel (1887)
Am 18. Juli 1886 hatte die sog. Matthäus Mauracher’sche Orgelbauanstalt in Salzburg-Parsch, die von Johann Mauracher (1847–1900) geführt wurde, den Auftrag für die Schaffung einer neuen Orgel für die Pfarrkirche Ischl erhalten.
In der Linzer Tages-Post ist diesbezüglich zu lesen:
Ischl, 24. August [1887]. (Neue Orgel.)
Bereits in Nr. 90 der „Tages-Post“ wurde erwähnt, daß in der Pfarrkirche in Ischl eine neue Orgel aufgestellt worden ist. Dieselbe, ein wahres Meisterwerk, wurde erbaut vom Orgelbauer Mauracher in Salzburg, den schon Edelbacher in seiner „Geschichte Oberösterreichs“ den berühmten nennt. Es wird daher gewiß auch für weitere Kreise von Interesse sein, Näheres über Anlage und Disposition dieses Werkes zu erfahren. Dasselbe hat 33 klingende Stimmen (2133 Pfeifen), vertheilt auf drei Manuale und ein Pedal, fünf Koppelungen und vier Combinationstritte. [...]
Ein Jahr später, am 8. August 1888, wurde das Instrument kollaudiert. Unter den Prüfern waren der Salzburger Domchordirektor Johann Peregrinus Hupfauf (1856–1889) und der Chorregent der Votivkapelle des Linzer Doms, Johann Bap. Burgstaller (1872–1912).
Auf der teils mit Barkerhebeln, teils mit pneumatischer Traktur versehenen Orgel hatte regelmäßig der österr. Komponist Anton Bruckner gespielt, z. B. am 31. Juli 1890, bei der Vermählung der mit ihm befreundeten Kaisertochter Marie Valerie mit Franz Salvator, es zelebrierte der Linzer Bischof Franz Maria Doppelbauer.
| Manual I (Hauptwerk) C–f3 |                |        |
| 1.                        | Principal      | 16′    |
| 2.                        | Bordun         | 16′    |
| 3.                        | Principal      | 8′     |
| 4.                        | Hellflöte      | 8′     |
| 5.                        | Borduna        | 8′     |
| 6.                        | Viola baritona | 8′     |
| 7.                        | Octav          | 4′     |
| 8.                        | Flöte          | 4′     |
| 9.                        | Nassard        | 5 1⁄3′ |
| 10.                       | Cornet         | 8′     |
| 11.                       | Rauschquinte   | 2 ⁄3′  |
| 12.                       | Fugara         | 4′     |
| 13.                       | Mixtur         | 1 ⁄2′  |

| Manual II C–f3 |                  |       |
| 14.            | Lieblich gedeckt | 16′   |
| 15.            | Salicional       | 8′    |
| 16.            | Principal        | 8′    |
| 17.            | Philomela        | 8′    |
| 18.            | Prästant         | 4′    |
| 19.            | Dolce-Flöte      | 4′    |
| 20.            | Flautino         | 2′    |
| 21.            | Mixtur           | 2 ⁄3′ |

| Manual III C–f3 |                  |     |
| 22.             | Gamba            | 16′ |
| 23.             | Lieblich gedeckt | 8′  |
| 24.             | Dolce            | 8′  |
| 25.             | Geigen-Principal | 8′  |
| 26.             | Gemshorn         | 4′  |

| Pedal C–d1 |              |         |
| 27.        | Subbaß       | 16′     |
| 28.        | Principalbaß | 16′     |
| 29.        | Violon       | 16′     |
| 30.        | Bombardon    | 16′     |
| 31.        | Quintbaß     | 10 2⁄3′ |
| 32.        | Octavbaß     | 8′      |
| 33.        | Cello        | 8′      |

- Koppeln: II/I, III/I, III/II, I/P; Oktavkoppel für: Principal 8′, Oktavbaß 8′ und Quintbaß 10 2⁄3′.

[...] Züge und Tritte. Manualkoppel II zu Manual I, Manualkoppel III zu Manual I, Manualkoppel III zu Manual II.
Tritt für das volle Werk, Tritt für Mezzoforte, Tritt für Piano, diese drei letzteren Tritte für das ganze Werk wirkend. Pedalkoppel Manual I, Octavkoppel für Principal 16 Fuß, Octavbaß 8 Fuß und Quintbaß 10 2⁄3 Fuß, Grand Pedal, Auslöser. Sämmtliche Tritte lösen sich gegenseitig aus.
Das Pfeifenwerk steht auf zehn von der Firma selbst erfundenen und construierten Windladen (Röhrenladen) mit hängenden Ventilen ohne Federdruck und hermetisch schließender Hebelmechanik.
Das Manual II und III hat Röhrenpneumatik, das Manual I eine einfache pneumatische Maschine, die auch für das ganze Werk arbeitet, wodurch die Spielart eine für den Organisten sehr leichte und angenehme ist.
Das Werk reiht sich vermöge seiner Anlage und Ausführung an die größten Orgelwerke Oberösterreichs und ist hinsichtlich der modernen technischen Einrichtungen eine Specialität für Oesterreich.

### Kaiser-Jubiläums-Orgel (1910)

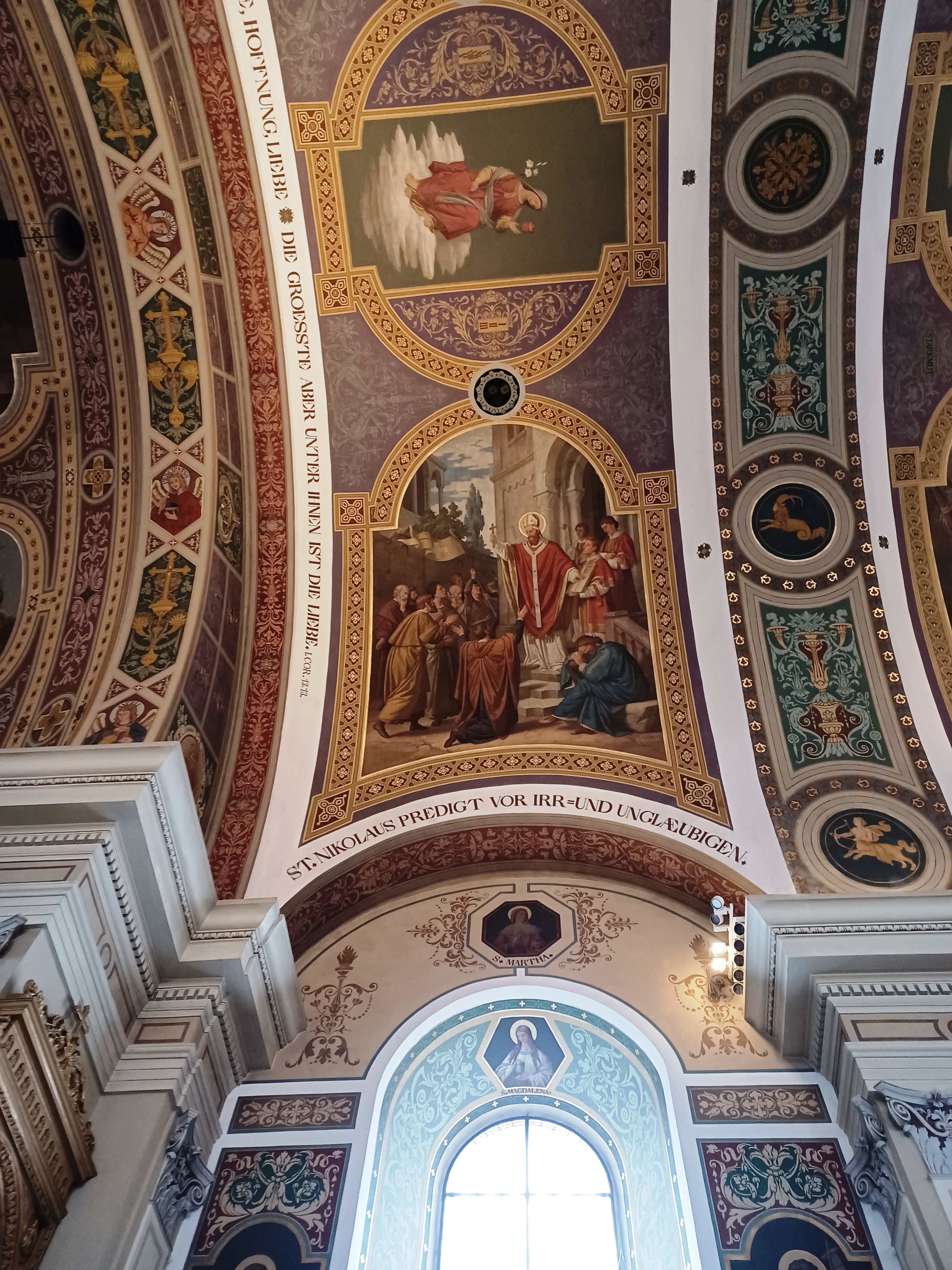
Schallloch über der Darstellung "St. Nikolaus predigt den Irr- und Ungläubigen" für das Fernwerk von 1910

Eigentlich hätte die Orgel 1907 in Auftrag gegeben werden sollen, um sie 1908 zum Diamantenen Thronjubiläum präsentieren zu können. Da sich die Auftragsvergabe verzögerte, wurde sie kurzerhand anlässlich des 80. Geburtstages des österr. Kaisers mit dem Beinamen Kaiser-Jubiläums-Orgel versehen. In diesem Zuge wurde das Prospekt verbreitert, mit einem Kronpositiv erhöht, das Untergehäuse nach hinten gerückt und mit vier Konsolen versehen, auf denen das nun vorstehende Oberghäuse zu ruhn kam. Außerdem erhielt das Instrument ein Fernwerk, dessen Klang durch einen fast 14 Meter langen Schallkanal zu einem Lüftungsgitter an der Decke der Kirche geleitet wird. Mit dem Fernwerk, das „mittelst elektrischer Leitung gespielt“ werden konnte, hatte es 66 Register, wobei das Register Nr. 33 Cornett IV 4′ als Gruppenzug aus Nr. 26, 28, 29, 31 keine eigenen, und das Register Gedecktbaß 8′ als Extension aus dem Stillgedacktbaß 16′ lediglich 12 Pfeifen aufweist. Der elektrische Gleichstrom für das Fernwerk wurde mit fünf Beutelelementen (= Leclanché-Elementen) generiert.  Die Stimmen des Fernwerks wurden im Jahr 1960 veräußert, erhalten blieben der Schallkanal und das Fernwerksgehäuse.

### 1993
Die Firma Rieger Orgelbau stattete die Kaiser-Jubiläums-Orgel mit elektropneumatischer Traktur aus und verlegte die Pfeifen des II. Manuals 1993 in den Orgelfuß, um sie zugänglicher zu machen. Außerdem erhielt das Instrument eine elektronische Setzeranlage. Im Spieltisch blieben die Registerwippen für die nicht mehr vorhandenen Register des Fernwerks erhalten. Die Planungen sahen vor, das Fernwerk bei Gelegenheit später zu rekonstruieren.

### 2022/23
Mit den Arbeiten zur Wiederherstellung des Fernwerks und der umfassende Sanierung der Kaiser-Jubiläums-Orgel wurden die Orgelbauer Christian Scheffler und Rieger Orgelbau betraut, die im Dezember ihren Abschluss fanden (Wiederweihe am 17. Dezember 2023). Dabei wurde auch die Zugänglichkeit des Pfeifenwerks und die Windversorgung verbessert.
| I Hauptwerk C–c4 |                |        |
| 1.               | Principal      | 16′    |
| 2.               | Bordun         | 16′    |
| 3.               | Principal      | 8′     |
| 4.               | Viola baritona | 8′     |
| 5.               | Doppelflöte    | 8′     |
| 6.               | Gedackt        | 8′     |
| 7.               | Quintatön      | 8′     |
| 8.               | Gemshorn       | 8′     |
| 9.               | Nassat         | 5 1⁄3′ |
| 10.              | Octave         | 4′     |
| 11.              | Fugara         | 4′     |
| 12.              | Rohrflöte      | 4′     |
| 13.              | Quinte         | 2 ⁄3′  |
| 14.              | Octavin        | 2′     |
| 15.              | Mixtur V       | 2 ⁄3′  |
| 16.              | Fagott         | 16′    |
| 17.              | Trompete       | 8′     |
| 18.              | Trompete       | 4′     |

| II Positiv C–c4 |                  |        |
| 19.             | Lieblich Gedackt | 16′    |
| 20.             | Flötenprincipal  | 8′     |
| 21.             | Gamba            | 8′     |
| 22.             | Salicional       | 8′     |
| 23.             | Philomela        | 8′     |
| 24.             | Lieblich Gedackt | 8′     |
| 25.             | Viola            | 4′     |
| 26.             | Dolceflöte       | 4′     |
| 27.             | Geigen Prästant  | 4′     |
| 28.             | Flautino         | 2′     |
| 29.             | Quintflöte       | 2 ⁄3′  |
| 30.             | Septime          | 2 ⁄7′  |
| 31.             | Terz             | 1 3⁄5′ |
| 32.             | Mixtur III       | 2′     |
| 33.             | Cornett IV       | 4′     |
| 34.             | Klarinette       | 8′     |
| 35.             | Tuba mirabilis   | 8′     |
|                 |                  |        |

| III Schwellwerk C–c4 |                   |       |
| 36.                  | Salizet           | 16′   |
| 37.                  | Geigenprincipal   | 8′    |
| 38.                  | Dolceflöte        | 8′    |
| 39.                  | Aeoline           | 8′    |
| 40.                  | Vox coelestis     | 8′    |
| 41.                  | Konzertflöte      | 8′    |
| 42.                  | Unda maris        | 8′    |
| 43.                  | Traversflöte      | 4′    |
| 44.                  | Dolciana          | 4′    |
| 45.                  | Harmonia aeth. IV | 2 ⁄3′ |
| 46.                  | Oboe              | 8′    |

| III Fernwerk C–c4 |              |    |
| 47.               | Vox angelica | 8′ |
| 48.               | Äolsharfe    | 8′ |
| 49.               | Fernflöte    | 8′ |
| 50.               | Viola        | 4′ |
| 51.               | Piccolo      | 2′ |
| 52.               | Vox humana   | 8′ |
|                   | Tremolant    |    |

| Pedal C–f1 |                   |         |
| 53.        | Kontrabass        | 32′     |
| 54.        | Principalbaß      | 16′     |
| 55.        | Violon            | 16′     |
| 56.        | Subbaß            | 16′     |
| 57.        | Stillgedacktbaß   | 16′     |
| 58.        | Quintbaß          | 10 2⁄3′ |
| 59.        | Octavbaß          | 8′      |
| 60.        | Baßflöte          | 8′      |
| 61.        | Gedecktbaß        | 8′      |
| 62.        | Cello             | 8′      |
| 63.        | Pedal-Cornett III | 8′      |
| 64.        | Octave            | 4′      |
| 65.        | Posaune           | 16′     |
| 66.        | Trompete          | 8′      |

- Koppeln: I/I (Superoktavkoppel), II/I (auch als Sub- und Superoktavkoppel), III/I, III/II (auch als Superoktavkoppel), III/III (Superoktavkoppel), I/P, II/P, III/P
- Spielhilfen: Feste Kombinationen (p, mf, f, ff, pleno), Absteller, Freie Kombinationen

Anmerkungen
1. ↑  Das Register Nr. 6: „Palestrina-Steiner“ 8′ (weiche Gamba, akustisch rein gestimmt); Roman Schmeißner: Die „Kaiserjubiläumsorgel“ in Bad Ischl. In: »Österreichisches Orgelforum« (Hrsg.): Das Orgelforum Nr. 29. Wien 2024, S. 45–46. (1993–2023 befand sich hier eine stilistisch unpassende Oktave 4′)
2. ↑  Gruppenzug Nr. 26, 28, 29, 31
3. ↑  Zungenstimme
4. ↑  im Schwellkasten
5. ↑  Transmission aus dem Stillgedacktbaß 16′ als 8′ (C–f1) + 12 eigene Pfeifen (fis1–f2)
6. ↑  im Schwellkasten